# Беретта, Джакомо
Джа́комо Бере́тта (итал. Giacomo Beretta; 14 марта 1992, Варесе) — итальянский футболист, нападающий клуба «Фоджа».

## Биография
На молодёжном уровне Джакомо Беретта выступал за клубы «Варезе», «Альбинолеффе» и «Милан». В 2010 году стал привлекаться в основную команду «россонери». Впервые попал в запас 6 января 2011 года в гостевом матче чемпионата Италии против «Кальяри». Дебютировал в Серии A 1 мая в матче 35-го тура против «Болоньи», выйдя на замену на 86-й минуте вместо Антонио Кассано.

## Статистика
| Клуб             | Сезон            | Чемпионат | Чемпионат | Кубок | Кубок | Еврокубки | Еврокубки | Итого | Итого |
| Клуб             | Сезон            | Игры      | Голы      | Игры  | Голы  | Игры      | Голы      | Игры  | Голы  |
| ---------------- | ---------------- | --------- | --------- | ----- | ----- | --------- | --------- | ----- | ----- |
| Милан            | 2010/11          | 1         | 0         | 0     | 0     | 0         | 0         | 1     | 0     |
| Всего за Милан»  | Всего за Милан»  | 1         | 0         | 0     | 0     | 0         | 0         | 1     | 0     |
| Всего за карьеру | Всего за карьеру | 1         | 0         | 0     | 0     | 0         | 0         | 1     | 0     |

(откорректировано по состоянию на 2 мая 2011)